# ناحیه تولن
ناحیه تولن (به آلمانی: Bezirk Tulln) یک ناحیه در اتریش است که در نیدراسترایش واقع شده‌است. ناحیه تولن ۱۰۰٬۸۵۱ نفر جمعیت دارد.